# アーベル群のランク
数学において、アーベル群 A のランク (rank)、階数、プリューファーランク (Prüfer rank)、あるいは捩れなしランク (torsion-free rank) は極大線型独立部分集合の濃度である。A のランクは A に含まれる最大の自由アーベル群のサイズを決定する。A が捩れなしであれば次元がランク A の有理数体上のベクトル空間に埋め込まれる。有限生成アーベル群に対して、ランクは強い不変量でありすべてのそのような群はそのランクと捩れ部分群によって同型を除いて決定される。ランク1の捩れなしアーベル群は完全に分類されている。しかしながら、より高いランクのアーベル群の理論はより難解である。
用語ランクは基本アーベル群の文脈では異なる意味を持つ。

## 定義
アーベル群の部分集合 {aα} が（Z 上）線型独立 (linearly independent) であるとは、これらの元の線型結合で0になるのは自明なものしかないということである。つまり、
{\displaystyle \sum _{\alpha }n_{\alpha }a_{\alpha }=0,\quad n_{\alpha }\in \mathbb {Z} ,}
という式において有限個を除くすべての係数 nα が 0 （なので和は実質有限）であれば、残りの係数も 0 である、という性質を持った部分集合{aα}の事である。A における任意の 2 つの極大線型独立集合は同じ濃度をもつことから、不変量の一つとしてA のランク、階数 (rank) と呼ばれる。
アーベル群のランクはベクトル空間の次元に類似している。ベクトル空間の場合との主な違いは捩れの存在である。アーベル群 A の元は位数が有限であるときに捩れと分類される。すべての捩れ元からなる集合は部分群であり、捩れ部分群 (torsion subgroup) と呼ばれ T(A) と表記される。群は非自明な捩れ元をもたないときに捩れなし (torsion-free) と呼ばれる。剰余群 A/T(A) は A の唯一の極大捩れなし商であり、そのランクは A のランクと一致する。
類似の性質をもったランクの概念は任意の整域上の加群に対して定義できる。アーベル群のケースは Z 上の加群に対応する。

## 性質
- アーベル群 A のランクは Q-ベクトル空間 A ⊗ Q の次元と一致する。A が捩れなしであれば自然な写像 A → A ⊗ Q は単射であり A のランクはアーベル部分群として A を含む Q-ベクトル空間の最小の次元である。とくに、任意の中間群 Zn < A < Qn はランク n をもつ。

- ランク 0 のアーベル群はちょうど周期的アーベル群である。

- 有理数の群 Q はランク 1 をもつ。ランク 1 の捩れなしアーベル群（英語版）は Q の部分群として実現され、それらの同型を除いた十分な分類が存在する。対照的に、ランク 2 の捩れなしアーベル群の十分な分類は存在しない[要出典]。

- ランクは短完全列上加法的である：

{\displaystyle 0\to A\to B\to C\to 0\;}
がアーベル群の短完全列であれば、rk B = rk A + rk C である。これは Q の平坦性とベクトル空間の対応する事実から従う。
- ランクは任意の直和上加法的である：

{\displaystyle \operatorname {rank} \left(\bigoplus _{j\in J}A_{j}\right)=\sum _{j\in J}\operatorname {rank} (A_{j}),}
ただし右辺の和は濃度演算を使う。

## より高いランクの群
ランクが 1 よりも大きいアーベル群は面白い例の源である。例えば、すべての濃度 d に対して直既約すなわち真の部分群のペアの直和として書けないランク d の捩れなしアーベル群が存在する。これらの例はランクが 1 よりも大きい捩れなしアーベル群は理論がよく理解されているランク 1 の捩れなしアーベル群から直和によって単純には構成できないということを示している。さらに、すべての整数 n ≥ 3 に対して、2つの直既約群の和であると同時に n 個の直既約群の和でもあるランク 2n − 2 の捩れなしアーベル群が存在する。 したがって 4 以上の偶数ランクの群の直既約成分の個数でさえ well-defined でない。
直和分解の非一意性の別の結果は A.L.S. Corner による。整数 n ≥ k ≥ 1 が与えられると、ランク n の捩れなしアーベル群 A が存在して k 個の自然数の和への任意の分割 n = r1 + ... + rk に対して群 A はランク r1, r2, ..., rk の k 個の直既約部分群の直和である。したがって有限ランクの捩れなしアーベル群のある直和分解における直既約成分のランクの列はとても A の不変量とは言えない。
他の驚くべき例に次のものがある。捩れなしランク 2 の群 An,m と Bn,m であって An が Bn に同型であることと n が m で割り切れることが同値である。
無限ランクのアーベル群に対して、次を満たす群 K と部分群 G の例がある。
- K は直既約で、
- K は G と別の 1 つの元で生成され、
- G のすべての 0 でない直和成分は直可約である。

## 一般化
ランクの概念は整域 R 上の任意の加群 M に対して加群の体とのテンソル積の商体 R0 上の次元として一般化することができる：
{\displaystyle {\text{rank}}(M)=\dim _{R_{0}}M\otimes _{R}R_{0}}
R0 は体だから意味をなし、したがってそれ上の任意の加群（あるいはより明確にはベクトル空間）は自由である。
任意のアーベル群は整数環上の加群であるからそれは一般化である。Q 上の積の次元が極大線型独立部分集合の濃度であることは容易に従う、なぜならば任意の捩れ元 x と任意の有理数 q に対して
{\displaystyle x\otimes _{\mathbf {Z} }q=0}